# Sepsiszentgyörgyi vár
A sepsiszentgyörgyi vár műemlék Romániában, Kovászna megyében. A romániai műemlékek jegyzékében a CV-II-a-A-13090 sorszámon szerepel.